# 天主教聖塞韋羅教區
天主教聖塞韋羅教區（拉丁語：Dioecesis Sancti Severi）是天主教會在義大利的一個教區。屬福賈-波維諾總教區。

## 歷史
教區成立於11世紀，第一個駐地位於奇維塔泰。第一位有文獻記載的主教出現於1061年。最初屬貝內文托總教區。1439年至1478年曾與盧切拉教區聯合。1580年2月21日教座遷移至聖塞維羅。1979年4月30日改屬福賈總教區。

## 現況
教區包括福賈省北部九市。2010年有教友128,000人，佔轄區總人口97.6%。教區下轄三十七個堂區，有六十七名司鐸。現任教區主教為盧西奧·安傑洛·雷納。